# Arnót
Arnót (hongrois : Arnót [ˈɒrnoːt]) est une localité hongroise située dans le comitat de Borsod-Abaúj-Zemplén.

## Nom et attributs

### Toponymie
Le nom Arnót provient probablement d'un nom personnel d'origine allemande, Arnold, qui aurait appartenu à un seigneur foncier de l'époque Árpádienne.
Au fil des siècles, la localité a été mentionnée sous diverses formes dans les documents historiques, notamment Ornolthy, Arnold, Alsóarnót, Arnolth, Arnod, Arnóth et Sajó-Arnót. Ces variantes témoignent des évolutions linguistiques et administratives qu'a connues le village à travers les époques.

## Site et localisation

### Topographie et hydrographie
Arnót est située dans la vallée du Sajó, à seulement 6 kilomètres à l'est de Miskolc, le chef-lieu du comitat. La commune est entourée par Sajópálfala au nord, Szikszó au nord-est, Onga à l'est, Felsőzsolca au sud et Miskolc à l'ouest.

## Histoire
La première mention écrite connue d'Arnót sous le nom d'Ornolthy date de 1230. Par la suite, la localité a été désignée sous différentes appellations, telles qu'Alsóarnót et Sajóarnót, avant d'adopter son nom actuel en 1910.
En 1241, István, fils du ban Ernei de la famille Ákos, était propriétaire des terres, dont la limite occidentale était marquée par la Sajó, en direction de Miskolc. Après 1234, l'évêque d'Eger fit don du domaine à l'abbaye de Bélhámor, et en 1330, ce droit fut officiellement confirmé.
Jusqu'au XVIe siècle, Arnót appartenait à la juridiction de Szendrő, mais les invasions ottomanes entraînèrent la destruction complète du village, qui fut incendié et abandonné. Ce n'est qu'après 1687 qu'Arnót fut à nouveau repeuplée.
Au début du XVIIIe siècle, des colons slovaques, majoritairement luthériens, vinrent s'installer depuis le nord du pays, contribuant à la renaissance du village.
Durant la révolution de 1848-1849, des affrontements eurent lieu dans la région d'Arnót. Après l'abolition du servage, le village connut une période de prospérité, mais en 1885, l'épidémie de phylloxéra frappa durement les vignobles, forçant plusieurs familles à émigrer aux États-Unis. L'économie locale fut ensuite gravement affectée par la Première Guerre mondiale.
En 1910, Arnót comptait 989 habitants, dont 984 Hongrois. Sur le plan religieux, la population était composée de 272 catholiques romains, 201 grecs-catholiques et 361 luthériens. À cette époque, la commune faisait partie du district de Miskolc, au sein du comitat de Borsod.
Pendant la Seconde Guerre mondiale, le village subit d'importants dégâts. Après 1945, un Comité national fut mis en place et la vie économique reprit progressivement. Cependant, à partir de 1948, le régime communiste instaura un système de réquisition agricole de plus en plus strict, suscitant un profond mécontentement parmi les habitants. En 1956, une délégation locale partit manifester à Miskolc contre ces mesures. Finalement, en 1961, le système de réquisition fut aboli, et de nombreux jeunes quittèrent alors l'agriculture pour travailler dans l'industrie.
Dans les années 1960-1970, la proximité de Miskolc, un grand centre industriel, attira une vague de migrants venus de Zemplén et du Cserehát, entraînant une croissance démographique et la construction de nouvelles rues. Ce phénomène se poursuivit dans les années 1980-1990, avec l'arrivée de nombreux nouveaux habitants en provenance de Miskolc.

## Population

### Minorités culturelles et religieuses
En 2001, la population d'Arnót était composée à 98 % de Hongrois et à 1 % de Roms, avec également six personnes se déclarant allemandes et une personne se revendiquant slovaque.
Lors du recensement de 2011, 90,1 % des habitants se déclaraient Hongrois, tandis que 0,8 % s'identifiaient comme Roms, 0,5 % comme Allemands et 0,2 % comme Roumains. Une proportion de 9,9 % n'a pas répondu. Concernant l'appartenance religieuse, 36,2 % se déclaraient catholiques romains, 15,1 % réformés, 10,9 % grecs-catholiques, 4,6 % évangéliques, tandis que 9,1 % se disaient sans confession et 23,2 % n'ont pas répondu à la question.
En 2022, la répartition ethnique a légèrement évolué, avec 93,5 % de Hongrois, 7 % de Roms, 0,8 % de Ruthènes, 0,7 % d'Allemands, 0,3 % de Roumains et 0,1 % de Bulgares. Une part de 2,9 % appartenait à une autre nationalité étrangère non précisée, et 6,4 % des habitants n'ont pas déclaré leur appartenance ethnique.
Concernant la répartition religieuse en 2022, 25,3 % se déclaraient catholiques romains, 16,8 % réformés, 9,7 % grecs-catholiques, 4,2 % évangéliques, tandis que 6 % se déclaraient sans confession et 36,6 % n'ont pas répondu à la question.

## Équipements

### Réseaux extra-urbains
La localité bénéficie d'une excellente accessibilité routière. Elle est traversée par la route principale 3, qui relie Budapest à la région nord-est de la Hongrie, ainsi que par l'autoroute M30, qui dispose de deux échangeurs à proximité immédiate. Pour rejoindre Arnót depuis l'autoroute, il est conseillé de prendre la sortie 29, située au niveau du nœud Miskolc-Est – Tornyosnémeti – Sátoraljaújhely, puis de poursuivre sur la route 3 jusqu'au carrefour giratoire permettant d'accéder à la route 2617, menant directement au village.
Bien qu'Arnót ne dispose pas de gare ferroviaire, les connexions ferroviaires les plus proches se trouvent à Felsőzsolca, à 5 kilomètres, où passent les lignes Budapest–Sátoraljaújhely et Miskolc–Hidasnémeti. La gare principale de Miskolc constitue également un important hub ferroviaire pour les habitants de la région.

## Patrimoine local
Arnót possède plusieurs éléments de patrimoine architectural et culturel reconnus à l'échelle régionale.
L'église évangélique, construite en 1779, est un édifice classé monument historique. Son clocher fut ajouté entre 1804 et 1806. L'église abrite un autel rococo, qui figure également parmi l'inventaire régional du patrimoine culturel et historique de Borsod-Abaúj-Zemplén.
La chapelle Notre-Dame des Douleurs est un autre lieu de culte important de la localité.
Arnót est aussi connue pour certaines particularités de son patrimoine naturel et gastronomique, qui ont été inscrites au Borsod-Abaúj-Zemplén Megyei Értéktár. Parmi elles, on trouve :
- Le guêpier d'Europe (Gyurgyalag madár), un oiseau coloré nichant dans la région, protégé en tant qu'élément naturel distinctif.
- Le brioche tressée du mariage borsodien (Borsodi lakodalmi fonott kalács), une spécialité traditionnelle des mariages dans la région.
- La corbeille de mai (Májuskosár), une ancienne tradition populaire perpétuée dans le village.

## Cultes
Arnót est une commune unique dans le comitat de Borsod-Abaúj-Zemplén, puisqu'elle est la seule où coexistent quatre communautés religieuses disposant chacune d'un pasteur ou d'un prêtre : catholiques romains, grecs-catholiques, luthériens et réformés.